# آمر (نکار)
آمر (به آلمانی: Ammer) یک رود در آلمان است که در بادن-وورتمبرگ واقع شده‌است.